# Талліннська ратуша
Та́лліннська ра́туша (ест. Tallinna raekoda) — будівля міської управи (ратуша) середньовічного Таллінна.
Будівля ратуші в Таллінні є одним із найславніших символів міста, національним надбанням і видатною архітектурною пам'яткою періоду пізньої готики.
Талліннська ратуша розташована на Ратушній площі (Раекойа платс, 1) у самому середмісті Старого міста. Вважається, що талліннська ратуша найкраще збереглася серед ратуш у містах Північної Європи. 2009 року будівля відзначила своє 605-річчя.
Первинно ратуша була споруджена приблизно ще в ХІІІ столітті, а на початку XV століття (1402–1404) будівлю було практично повністю перебудовано. Сучасний вигляд будівлі зберігся до сьогодні са́ме від того часу, також майже не зазнало змін головне планування покоїв приміщення.
Башту ратуші було пошкоджено повітряною бомбовою атакою 9 березня 1944 року, її було відновлено вже в 1950 році.
На другому поверсі ратуші розташовані так звана Бюргерська зала та зала засідань магістрату, а також невеликі господарські приміщення. Теперішнього часу в залах на другому поверсі ратуші (як за Середніх Віків) іноді влаштовуються урочисті приймання та всілякі заходи (наприклад, концерти).
У колишньому торговельному залі, що міститься у підвалі будівлі, в наш час відбуваються виставки.
Флюгер на верхівці ратушної башти має назву Vana Toomas (Вана Тоомас, досл: «Старий Томас») й зображає кумедного маленького жовніра з великими вусами. Вана Тоомас — це знаменитий символ старого Таллінна.

## Світлини

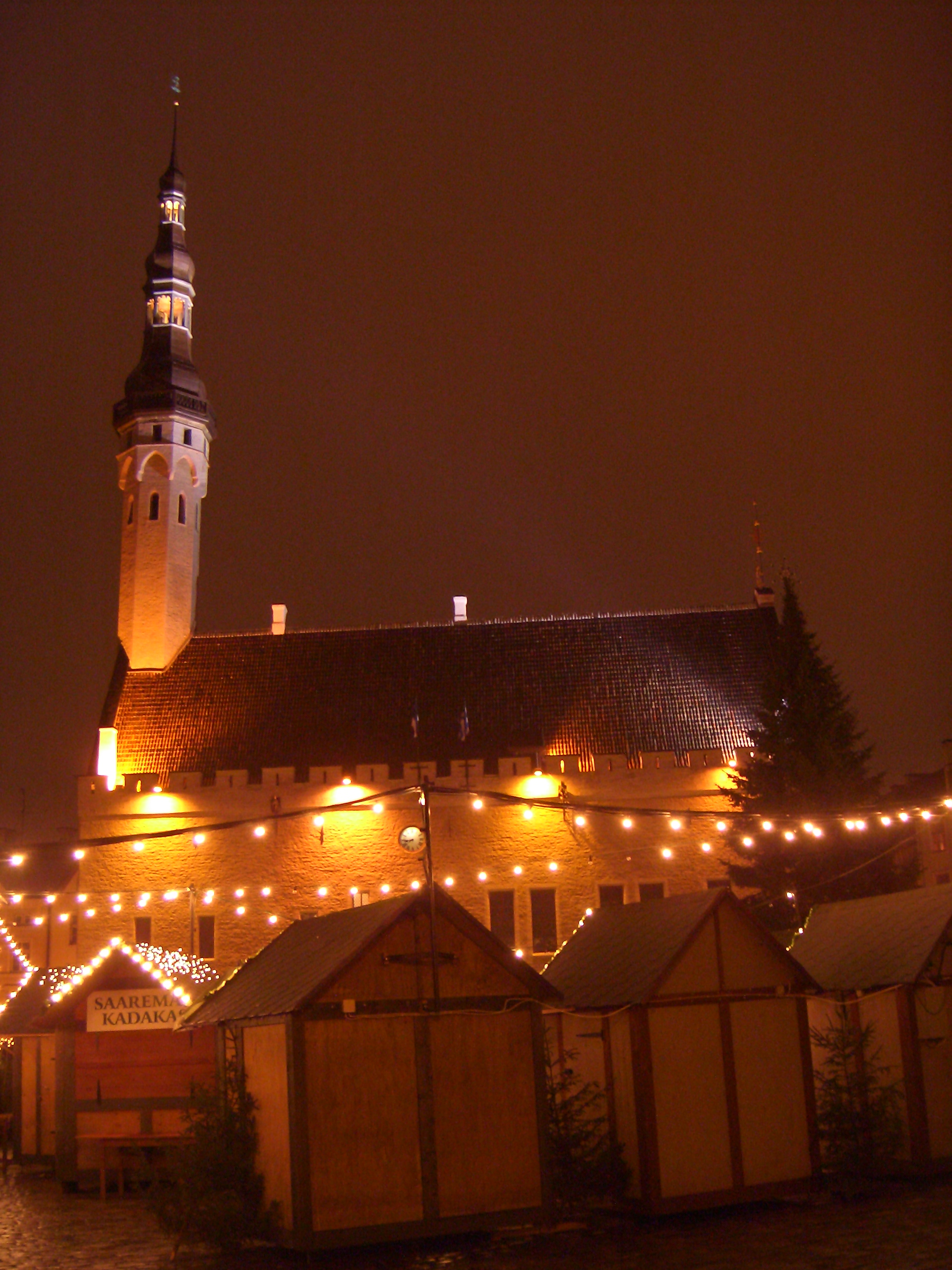
Вечірня ратуша у передріздвяну пору
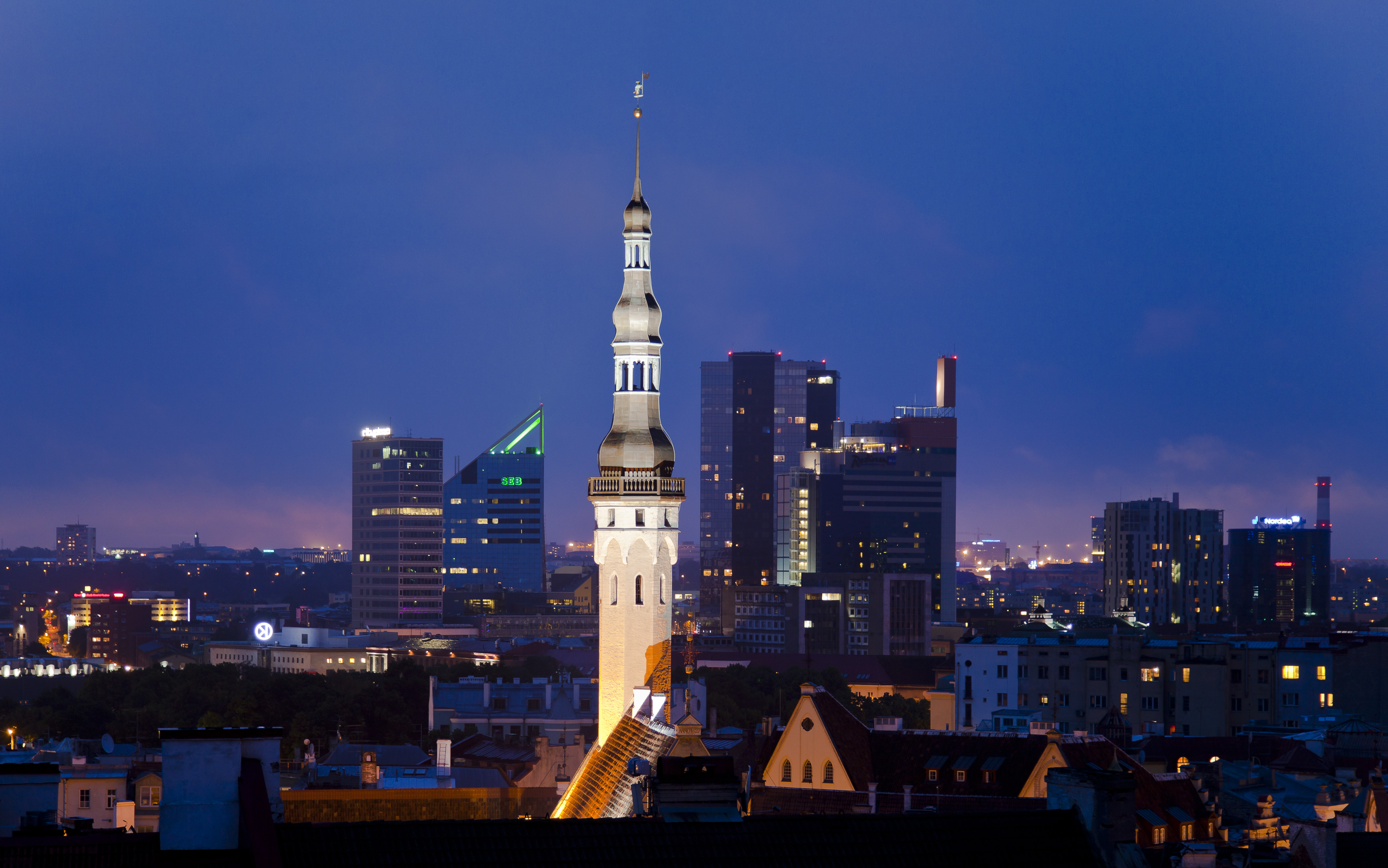
Талліннська ратуша
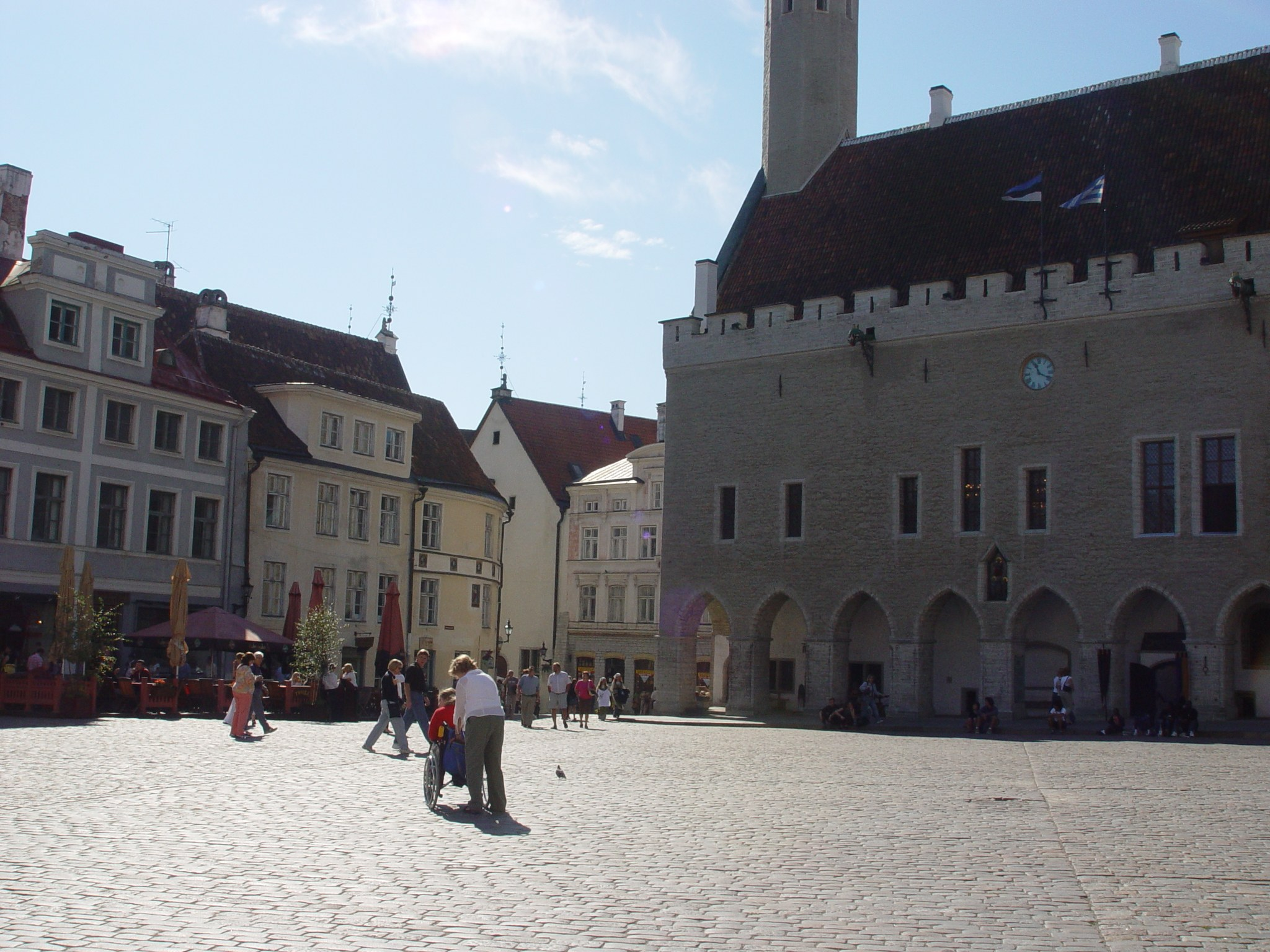
Площа і нижня частина ратуші
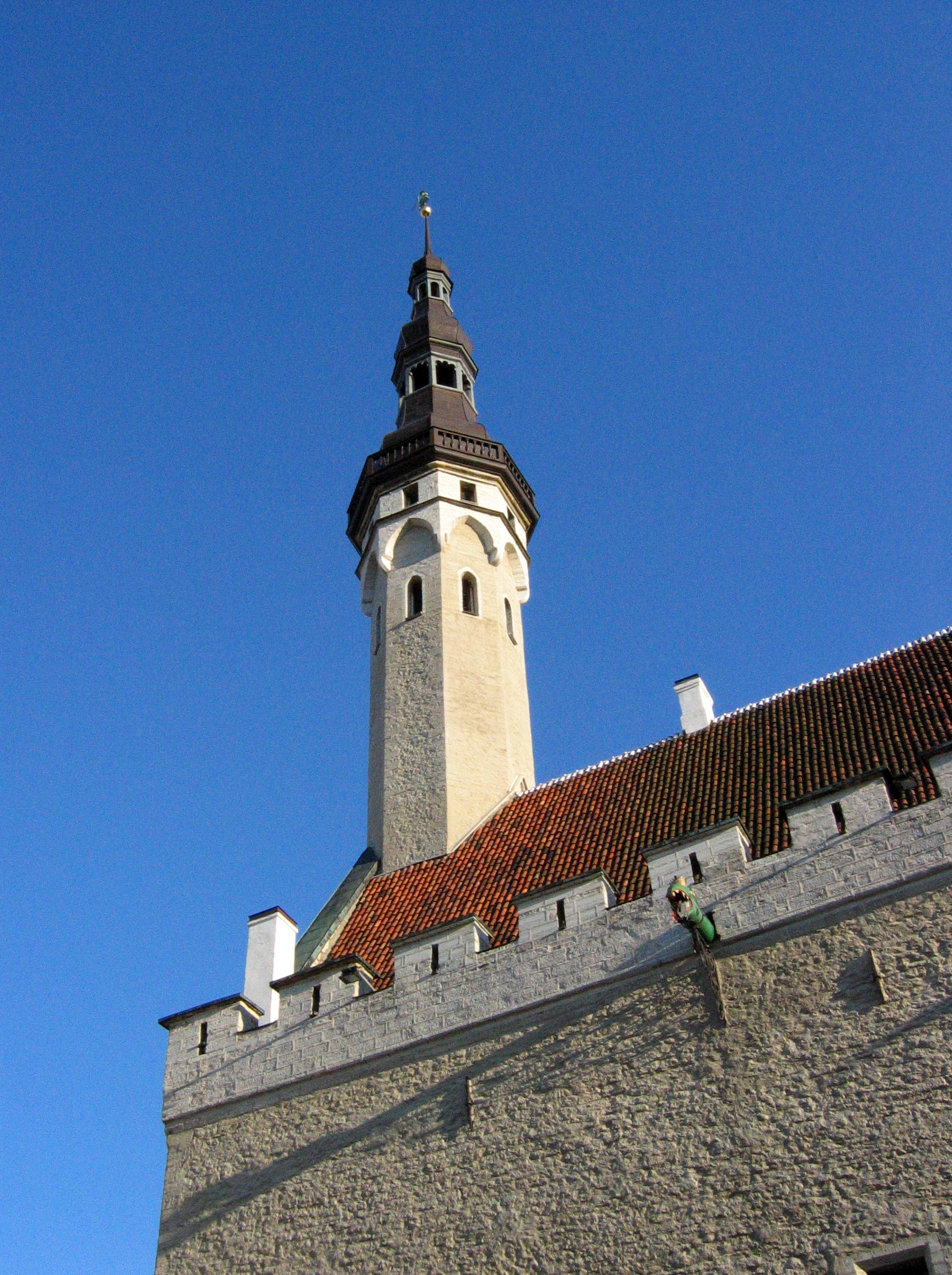
Башта ратуші
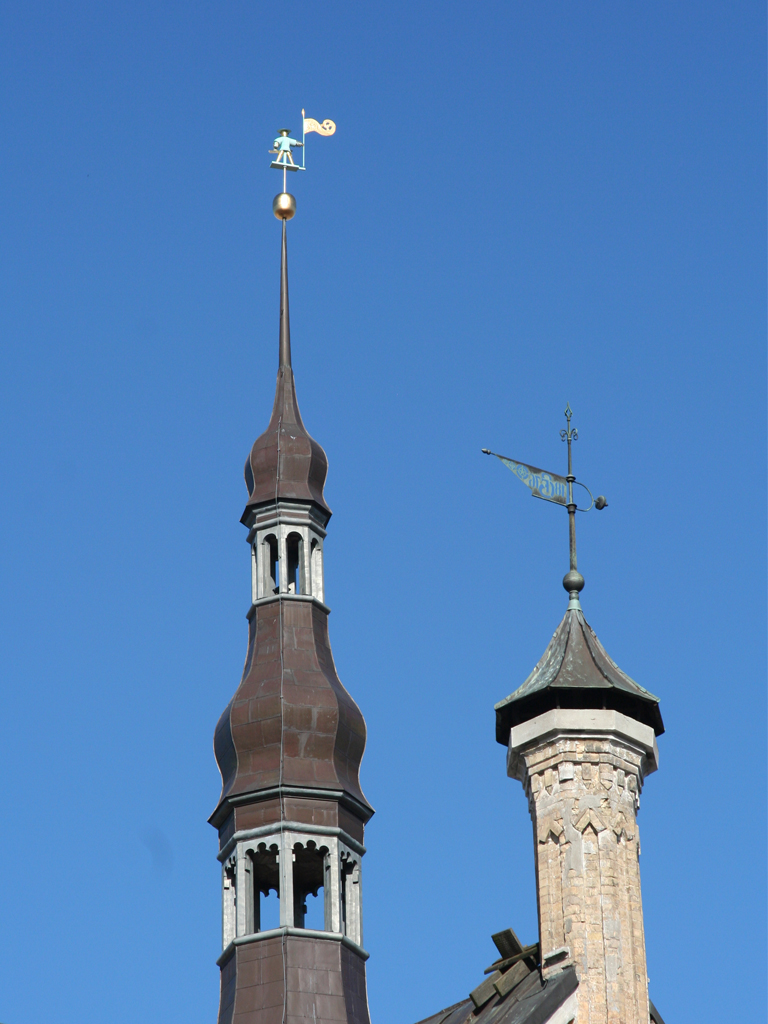
Вана Тоомас

## Виноски
1. 1 2  Національний реєстр пам'яток культури Естонії — 1994.
2. ↑  Архівована копія. Архів оригіналу за 12 травня 2008. Процитовано 29 грудня 2009.{{cite web}}:  Обслуговування CS1: Сторінки з текстом «archived copy» як значення параметру title (посилання) [Архівовано 2008-05-12 у Wayback Machine.]